# Maison de Henri IV (Quillebeuf-sur-Seine)
La maison de Henri IV est un monument de la ville de Quillebeuf-sur-Seine dans l'Eure.

## Localisation
L'immeuble est situé 78-82 Grande rue à Quillebeuf-sur-Seine.

## Histoire
L'édifice est daté de la seconde moitié du XVIe siècle.
L'immeuble est inscrit au titre des monuments historiques depuis le 1er mai 1933.